# Epizoanthus cancrisocius
Epizoanthus cancrisocius is een Zoanthideasoort uit de familie van de Epizoanthidae. De wetenschappelijke naam van de soort is voor het eerst geldig gepubliceerd in 1876 door Martens.